# DINK
DINK (Viết tắt của Double Income, No Kids) là thuật ngữ chỉ cặp vợ chồng mà cả hai đều có công ăn việc làm, có hai nguồn thu nhập và không sinh con. DINK phải là những cặp vợ chồng có quan điểm sống không cần sinh con và thực tế không sinh con chung. Những trường hợp khác do vô sinh hoặc điều kiện bên ngoài chi phối dẫn đến không có con chung thì không được xếp vào nhóm này. Đối lập với DINK là DEWK (Double Employed With Kids).